# Ildfluen
Ildfluen er en dansk stumfilm fra 1913, der er instrueret af Einar Zangenberg efter manuskript af Rudolf Lange og H.C. Nielsen.

## Handling
En lille pige kidnappes af et omrejsende cirkus, og hendes sønderknuste forældre må sætte deres lid til datterens ven, der straks kommer på sporet af de forbryderiske cirkusartister. Trods talrige forsøg lykkes det ikke de to børn at flygte, og som årene går, må de acceptere deres nye, barske liv på landevejen. Men en dag byder der sig en ny chance.

## Medvirkende
- Alfi Zangenberg - Grevinde Krag
- Johanne Fritz-Petersen - Lillian, grevinde Krags datter
- Lilian Zangenberg - Lillian, grevinde Krags datter som barn
- Einar Zangenberg - Rudi, forpagtersøn
- Sophus Erhardt - Baron Silber
- William Bewer - Mikael, sigøjner
- Ella la Cour - Zolan, Mikaels kone
- Richard Christensen - Wulff, artistagent
- Emma Wiehe - Ansat hos grevinden